# Burgaszi-öböl
A Burgaszi-öböl (bolgárul Бургаски залив [Burgaszki zaliv]) a Fekete-tenger egyik legnagyobb öble a bolgár tengerparton. Az öböl a Fekete-tenger legnyugatibb része. Legnagyobb szélessége 41 km, és 31 km mélyen nyúlik be a szárazföldbe. Legmélyebb pontja 25 m-rel van a tengerszint alatt. Határai a partvonal, valamint az Emine-fokot és a Maszlen-fokot összekötő egyenes vonal.
Déli részén több kisebb sziget fekszik, a legfontosabbak közülük a Szent Iván-sziget, a Szent Péter-sziget, a Szent Anasztázia-sziget és a Szent Tamás-sziget.
Nyugati végében található Burgasz városa, amelyről az egész öböl a nevét kapta.